# Coupe de Finlande de hockey sur glace
La Suomen Cup est une compétition de hockey sur glace organisée par la Suomen Jääkiekkoliitto. Jouée de 1955 à 1958 puis de 1964 à 1971, elle revoit le jour en 2017. Elle oppose les clubs de Mestis, de Suomi-sarja ainsi qu'un certain nombre de clubs de II-divisioona.

## Palmarès
| Saison    | Vainqueur     | Finaliste | Score |
| --------- | ------------- | --------- | ----- |
| 1954-1955 | TPS           | Ilves     | 4-1   |
| 1955-1956 | TPS           | Tarmo     | 7-1   |
| 1956-1957 | Tappara       | TPV       | 8-0   |
| 1957-1958 | Ilves         | SaiPa     | 3-2   |
| 1963-1964 | Lukko         | Tappara   | 3-2   |
| 1964-1965 | RU-38         | Saipa     | 3-2   |
| 1965-1966 | Lahden Reipas | Tappara   | 8-6   |
| 1966-1967 | Ässät         | SaPKo     | 7-0   |
| 1967-1968 | Koovee        | SaPKo     | 10-2  |
| 1968-1969 | Lukko         | Ilves     | 4-3   |
| 1969-1970 | HJK           | Jokerit   | 7-5   |
| 1970-1971 | Ilves         | SaiPa     | 10-2  |
| 2017      | TuTo Hockey   | SaPKo     | 4-1   |
| 2018      | Ketterä       | KeuPa HT  | 5-2   |